# Pengő

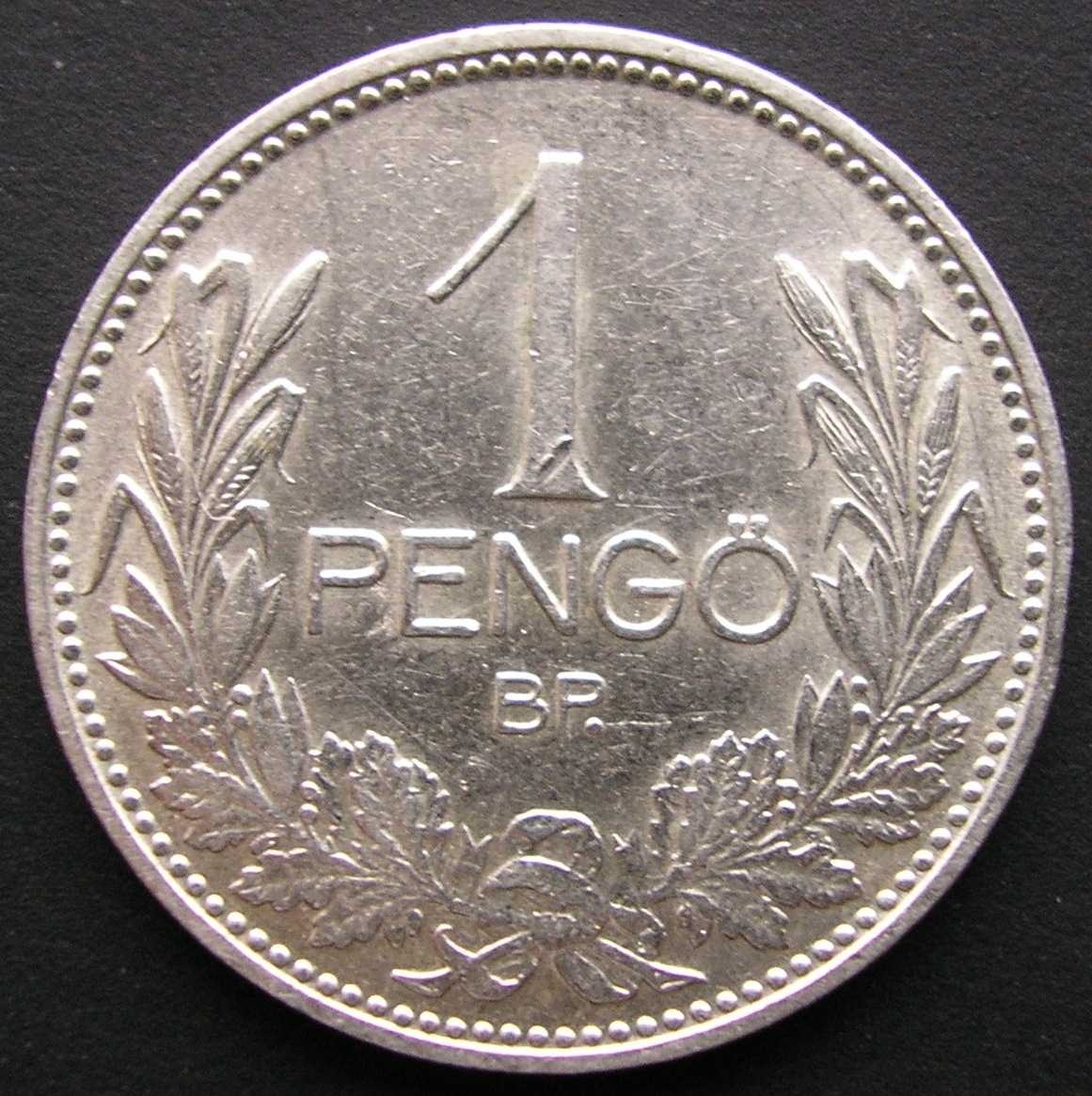
1 pengő (1939)

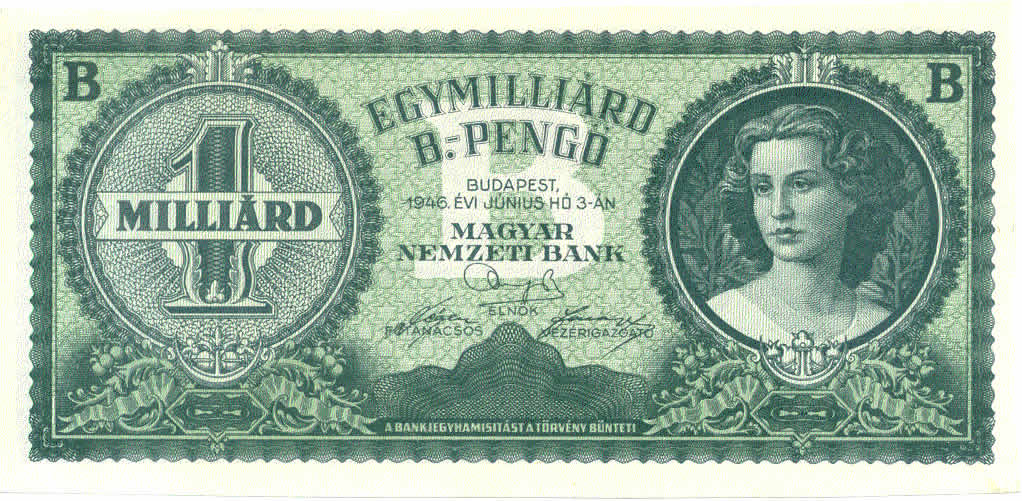
Bankbiljet van 1 miljard B-pengő uit 1946; nooit uitgegeven

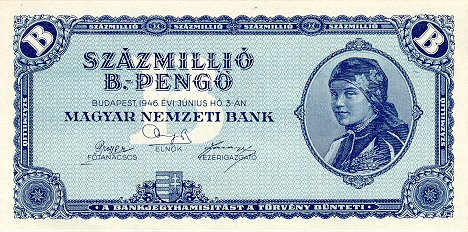
Bankbiljet van 100 miljoen B-pengő uit 1946; in omloop geweest

De pengő is een voormalige Hongaarse munteenheid die vanaf 1 januari 1927 de Hongaarse korona verving.
De pengő was onderverdeeld in 100 fillér.
Vanaf augustus 1945 onderging de munt een hyperinflatie, de grootste van een munteenheid tot dan ooit genoteerd (enkel overtroffen vanaf 2010 door de monetaire crisis in Venezuela). Tegen eind juli 1946 bereikte deze 41.900.000.000.000.000.000% per maand. De prijzen van producten verdubbelden bijna elke 16 uur.
Het biljet met de hoogste nominale waarde ooit in omloop gebracht, was het biljet van 100 miljoen B-pengő's in 1946. B-pengő, voluit bilpengő, was een aanduiding voor een biljoen pengő. 100 miljoen B-pengő is dus 100 triljoen pengő (100.000.000.000.000.000.000 pengő).
Op 1 augustus 1946 werd de pengő vervangen door de huidige munt, de forint.